# 涂鴻欽
涂鴻欽（1964年8月17日—），台灣嘉義縣人，國中應學校規定，在學號旁繡上其上學乘坐的交通工具而繡上「火」字，成為綽號“火車”由來。在業餘時期，與黃平洋並列中華隊兩大主力投手，球速快、球質剛猛，詭異的上飄球讓日韓兩隊打者聞之喪膽。涂鴻欽屬於天才型球員，下場前不需要熱身，前一晚還可以喝得爛醉如泥，號稱不吃檳榔就投不出好球。曾旅日打球，先後效命於熊谷組、阿部企業隊，但成績不盡理想。被懷疑是日落西山。後來返台加入中華職棒三商虎隊，1990年中華職棒開打，3月17日為對味全龍單場投出14次三振並取得勝利，同時也是隊史第一勝。同年職棒總冠軍戰中，涂鴻欽苦撐十二局對味全龍隊拿下勝投，一度發生嘔吐現象，賽後被送往醫院急救。
在中華職棒的前幾年中，涂鴻欽一直是三商虎隊的王牌主力投手，生性浪漫，喜歡穿歐洲名牌服飾，開名牌轎車。

## 個人檔案

### 基本資料
- 球隊：三商虎
- 生日：1964年8月17日
- 身高：182公分
- 體重：80公斤
- 投打：右打右投
- 位置：投手
- 學歷：文化大學肄
- 綽號：火車

### 經歷
- 朴子少棒
- 三信高商
- 台電
- 陸光
- 日本熊谷組
- 日本阿部企業
- 三商虎

### 個人年表
- 1984年：洛杉磯奧運國手
- 1984年：第二十八屆世界盃棒球錦標賽中華成棒代表隊
- 1985年：第十三屆亞洲棒球錦標賽中華成棒代表隊
- 1985年：第七屆洲際盃中華成棒代表隊
- 1986年：第二十九屆世界盃棒球錦標賽中華成棒代表隊
- 1987年：第十四屆亞洲棒球錦標賽中華成棒代表隊
- 1988年：第三十屆世界盃棒球錦標賽中華成棒代表隊
- 1988年：第二十四屆漢城奧運會中華成棒代表隊

## 外部連結
| 前任： 首位 康明杉 翁豐堉 | 三商虎開幕戰先發投手 1990年 1992年 1995年 | 繼任： 康明杉 巧福 康明杉 |
| 前任： 首位               | 中華職棒明星賽明星紅隊先發投手 1990年     | 繼任： 陳義信             |

- 涂鴻欽在台灣棒球維基館上的頁面（繁體中文）